# Mathilda Sundewall
Fredrika Elisabeth Mathilda Sundewall, född 2 februari 1826 i Stockholm, död 2 juli 1901 i Karlskrona, var en svensk målare och kammarfröken.
Hon var dotter till friherre Fredrik Bennet och Jeanna Elisabet af Petersens och från 1855 gift med konteramiralen i tyska preussiska marinen Henrik Ludvig Sundewall. Hon var brorsdotter till Carl Stefan Bennet. Sundewall blev hovfröken hos drottning Josefina 1848 och kammarfröken hos prinsessan Eugénie 1854. På sin fritid sysslade hon med måleri och finns representerad vid Östergötlands museum och Linköpings stadsmuseum. 